# Gran Premio de España de Motociclismo de 1979
El Gran Premio de España de Motociclismo de 1979 fue la quinta prueba de la temporada 1979 del Campeonato Mundial de Motociclismo. El Gran Premio se disputó el 20 de mayo de 1979 en el Circuito del Jarama.

## Resultados 500cc
El estadounidense Kenny Roberts cosechó la tercera victoria de la temporada para él. El estadounidense tuvo un bonito duelo con el holandés Wil Hartog pero no pudo con el dominio en las últimas vueltas de Roberts. El estadounidense Mike Baldwin completó el podio.
La anécdota, sin embargo, estuvo en la entrega de premios donde Roberts se negó a recoger los laureles que entregada en el presidente de la Federación lnternacional de Motociclismo, Nicolás Rodil del Valle, para exigir una subida de las dotes económicas. Posteriormente, el piloto comentó que el motivo de su decisión era que le habían dado una prima de 150.000 pesetas, cantidad que podían dársela a un "niño que vaya a la escuela,pero no a un piloto que es Campeón del Mundo y que se juega la vida sobre un circuito".
| Pos.     | Piloto            | Equipo     | Tiempo     | Pts. |
| -------- | ----------------- | ---------- | ---------- | ---- |
| 1        | Kenny Roberts     | Yamaha     | 57' 10" 9  | 15   |
| 2        | Wil Hartog        | Suzuki     | +13" 9     | 12   |
| 3        | Mike Baldwin      | Suzuki     | +19" 9     | 10   |
| 4        | Virginio Ferrari  | Suzuki     | +42" 7     | 8    |
| 5        | Franco Uncini     | Suzuki     | +49" 9     | 6    |
| 6        | Boet van Dulmen   | Suzuki     | +54" 0     | 5    |
| 7        | Jack Middelburg   | Suzuki     | +59" 6     | 4    |
| 8        | Philippe Coulon   | Suzuki     | +1' 04" 9  | 3    |
| 9        | Michel Rougerie   | Suzuki     | +1' 05" 6  | 2    |
| 10       | Marco Lucchinelli | Suzuki     | +1' 06" 4  | 1    |
| 11       | Steve Parrish     | Suzuki     | +2 Vueltas |      |
| 12       | Gianni Pelletier  | Suzuki     | +2 Vueltas |      |
| 13       | Henk de Vries     | Suzuki     | +2 Vueltas |      |
| 14       | Gerhardt Vogt     | Suzuki     | +2 Vueltas |      |
| 15       | Sergio Pellandini | Suzuki     | +2 Vueltas |      |
| 16       | Max Nöthiger      | Suzuki     | +2 Vueltas |      |
| Ret      | Seppo Rossi       | Suzuki     | Ret        |      |
| Ret      | Graziano Rossi    | Morbidelli | Ret        |      |
| Ret      | Gustav Reiner     | Suzuki     | Ret        |      |
| Ret      | Lennart Bäckström | Suzuki     | Ret        |      |
| Ret      | Lorenzo Ghiselli  | Suzuki     | Ret        |      |
| Ret      | Kevin Stowe       | Suzuki     | Ret        |      |
| Ret      | Hiroyuki Kawasaki | Suzuki     | Ret        |      |
| Ret      | Barry Sheene      | Suzuki     | Ret        |      |
| Ret      | Toni García       | Suzuki     | Ret        |      |
| Ret      | Peter Sjöström    | Suzuki     | Ret        |      |
| Ret      | Bernard Fau       | Suzuki     | Ret        |      |
| DNS      | Tom Herron        | Suzuki     | DNS        |      |
| DNQ      | Christian Sarron  | Yamaha     | DNQ        |      |
| Sources: |                   |            |            |      |

## Resultados 350cc
En 350cc, el prometido duelo entre el sudafricano Kork Ballington (Kawasaki) y el italiano Walter Villa (Yamaha) no fue tal porque el transalpino cayó en la segunda vuelta. Así las cosas, dominio de las Kawasaki con Gregg Hasford en la segunda posición del cajón.
| Pos. | Piloto             | Equipo        | Tiempo     | Pts. |
| ---- | ------------------ | ------------- | ---------- | ---- |
| 1    | Kork Ballington    | Kawasaki      | 53' 32" 7  | 15   |
| 2    | Gregg Hansford     | Kawasaki      | +22" 1     | 12   |
| 3    | Michel Frutschi    | Yamaha        | +25" 8     | 10   |
| 4    | Patrick Fernandez  | Yamaha        | +35" 8     | 8    |
| 5    | Patrick Pons       | Yamaha        | +46" 2     | 6    |
| 6    | Sadao Asami        | Yamaha        | +47" 0     | 5    |
| 7    | Pentti Korhonen    | Yamaha        | +57" 7     | 4    |
| 8    | Víctor Palomo      | Yamaha        | +1' 08" 1  | 3    |
| 9    | Eero Hyvärinen     | Yamaha        | +1' 17" 7  | 2    |
| 10   | Richard Hubin      | Yamaha        | +1' 32" 3  | 1    |
| 11   | Lennart Bäckström  | Yamaha        | +1' 32" 7  |      |
| 12   | Edi Stöllinger     | Kawasaki      | +1' 34" 4  |      |
| 13   | Didier de Radiguès | Yamaha        | +1 Vuelta  |      |
| 14   | Reinhold Roth      | Yamaha        | +1 Vuelta  |      |
| 15   | Alan North         | Yamaha        | +1 Vuelta  |      |
| 16   | Etienne Geeraerdt  | Yamaha        | +2 Vueltas |      |
| 17   | Antonio Fastagio   | Yamaha        | +4 Vueltas |      |
| Ret  | Barry Ditchburn    | Kawasaki      | Ret        |      |
| Ret  | Olivier Liégeois   | Yamaha        | Ret        |      |
| Ret  | Andrés Pérez Rubio | Yamaha        | Ret        |      |
| Ret  | Roland Freymond    | Yamaha        | Ret        |      |
| Ret  | Walter Villa       | Yamaha        | Ret        |      |
| Ret  | Christian Estrosi  | Kawasaki      | Ret        |      |
| Ret  | Jean-Marc Toffolo  | Yamaha        | Ret        |      |
| Ret  | Luis Ricart        | Yamaha        | Ret        |      |
| Ret  | Olivier Chevallier | Yamaha        | Ret        |      |
| Ret  | Michel Rougerie    | Bimota-Yamaha | Ret        |      |
| Ret  | Yoshimi Matsumoto  | Yamaha        | Ret        |      |
| Ret  | Jon Ekerold        | Yamaha        | Ret        |      |
| Ret  | Anton Mang         | Kawasaki      | Ret        |      |
| Ret  | Klaas Hernamdt     | Yamaha        | Ret        |      |
| Ret  | Edmar de Almeida   | Yamaha        | Ret        |      |
| Ret  | Antonio Pinto      | Yamaha        | Ret        |      |

## Resultados 250cc
Carrera monótona en el cuarto de litro. El sudafricano Kork Ballington siempre fue en cabeza, seguido de su compañero de escudería Gregg Hansford a mucha distancia. El italiano Graziano Rossi acabó tercero.
| Pos. | Piloto                       | Equipo     | Tiempo     | Pts. |
| ---- | ---------------------------- | ---------- | ---------- | ---- |
| 1    | Kork Ballington              | Kawasaki   | 49' 02" 9  | 15   |
| 2    | Gregg Hansford               | Kawasaki   | +23" 2     | 12   |
| 3    | Graziano Rossi               | Morbidelli | +32" 5     | 10   |
| 4    | Christian Estrosi            | Kawasaki   | +40" 8     | 8    |
| 5    | Walter Villa                 | Yamaha     | +48" 3     | 6    |
| 6    | Patrick Fernandez            | Yamaha     | +57" 8     | 5    |
| 7    | Jean-François Baldé          | Kawasaki   | +1' 01" 7  | 4    |
| 8    | Randy Mamola                 | Yamaha     | +1' 04" 9  | 3    |
| 9    | Richard Hubin                | Yamaha     | +1' 08" 5  | 2    |
| 10   | Anton Mang                   | Kawasaki   | +1' 21" 0  | 1    |
| 11   | Olivier Chevallier           | Yamaha     | +1' 29" 8  |      |
| 12   | Alan North                   | Yamaha     | +1' 30" 9  |      |
| 13   | Klaas Hernamdt               | Yamaha     | +1' 31" 0  |      |
| 14   | Pentti Korhonen              | Yamaha     | +1 Vuelta  |      |
| 15   | Víctor Palomo                | Yamaha     | +1 Vuelta  |      |
| 16   | Leif Gustafsson              | Yamaha     | +1 Vuelta  |      |
| 17   | Fernando González de Nicolás | Yamaha     | +1 Vuelta  |      |
| 18   | René Delaby                  | Yamaha     | +1 Vuelta  |      |
| 19   | Reinhold Roth                | Yamaha     | +1 Vuelta  |      |
| 20   | Eduardo Alemán               | Yamaha     | +1 Vuelta  |      |
| 21   | Andrés Pérez Rubio           | Yamaha     | +2 Vueltas |      |
| Ret  | Roland Freymond              | Yamaha     | Ret        |      |
| Ret  | Barry Ditchburn              | Kawasaki   | Ret        |      |
| Ret  | Edi Stöllinger               | Kawasaki   | Ret        |      |
| Ret  | Guy Bertin                   | Yamaha     | Ret        |      |
| Ret  | Francisco Pérez Calafat      | Yamaha     | Ret        |      |
| Ret  | Hans Müller                  | Yamaha     | Ret        |      |
| Ret  | Gianpaolo Marchetti          | MBA        | Ret        |      |
| Ret  | Thierry Espié                | Yamaha     | Ret        |      |
| Ret  | Paolo Pileri                 | Yamaha     | Ret        |      |
| DNQ  | Luis Miguel Reyes            | Yamaha     | DNQ        |      |
| DNQ  | Olivier Liégeois             | Yamaha     | DNQ        |      |
| DNQ  | Antonio García               | Yamaha     | DNQ        |      |
| DNQ  | Marcelino García             | Yamaha     | DNQ        |      |
| DNQ  | Jon Ekerold                  | Yamaha     | DNQ        |      |
| DNQ  | August Auinger               | Yamaha     | DNQ        |      |
| DNQ  | Reino Eskelinen              | Yamaha     | DNQ        |      |
| DNQ  | Maurizio Massimiani          | MBA        | DNQ        |      |

## Resultados 125cc
En el octavo de litro, el español Ángel Nieto no falló ante su público y consiguió su quinta victoria en cinco Grandes Premios disputados hasta el momento. En todo caso, en esta carrera no fue hasta el ecuador de la prueba cuando el zamorano dominó a sus rivales para pasar por delante del francés Thierry Espié y del alemán Walter Koschine, segundo y tercero respectivamente.
| Pos. | Piloto                       | Moto         | Tiempo    | Pts. |
| ---- | ---------------------------- | ------------ | --------- | ---- |
| 1    | Ángel Nieto                  | Minarelli    | 47' 15" 4 | 15   |
| 2    | Thierry Espié                | Motobécane   | +1" 0     | 12   |
| 3    | Walter Koschine              | Delta-Fantic | +22" 0    | 10   |
| 4    | Gianpaolo Marchetti          | MBA          | +26" 3    | 8    |
| 5    | Patrick Plisson              | Morbidelli   | +28" 7    | 6    |
| 6    | Maurizio Massimiani          | MBA          | +44" 6    | 5    |
| 7    | Per-Edvard Carlsson          | MBA          | +50" 9    | 4    |
| 8    | Stefan Dörflinger            | Morbidelli   | +56" 3    | 3    |
| 9    | Matti Kinnunen               | MBA          | +1' 00" 1 | 2    |
| 10   | Miguel Cortés                | Bultaco      | +1' 02" 9 | 1    |
| 11   | Jean-François Lecureux       | Morbidelli   | +1' 03" 1 |      |
| 12   | Jorge Navarrete              | Morbidelli   | +1' 13" 5 |      |
| 13   | Patrick Hérouard             | Morbidelli   | +1' 17" 5 |      |
| 14   | Fernando González de Nicolás | Morbidelli   | +1 Vuelta |      |
| 15   | José Navarrete               | Morbidelli   | +1 Vuelta |      |
| Ret  | Agustín Calafat Pérez        | Morbidelli   | Ret       |      |
| Ret  | Iván Palazzese               | MBA          | Ret       |      |
| Ret  | Eugenio Lazzarini            | Morbidelli   | Ret       |      |
| Ret  | Clive Horton                 | Morbidelli   | Ret       |      |
| Ret  | Hans Müller                  | MBA          | Ret       |      |
| Ret  | Pier Paolo Bianchi           | Minarelli    | Ret       |      |
| Ret  | Peter Looijesteijn           | MBA          | Ret       |      |
| Ret  | Bruno Kneubühler             | MBA          | Ret       |      |
| Ret  | Marcelino García             | Morbidelli   | Ret       |      |
| Ret  | Pedro Cegarra                | Morbidelli   | Ret       |      |
| Ret  | Gert Bender                  | Bender       | Ret       |      |
| Ret  | Jean-Louis Guignabodet       | Morbidelli   | Ret       |      |
| Ret  | Ramón Pano                   | Morbidelli   | Ret       |      |
| Ret  | Thierry Noblesse             | Morbidelli   | Ret       |      |
| Ret  | August Auinger               | Morbidelli   | Ret       |      |
| DNQ  | François Granon              | Morbidelli   | DNQ       |      |
| DNQ  | Arturo Duch                  | Morbidelli   | DNQ       |      |
| DNQ  | Walter Rapolani              | Morbidelli   | DNQ       |      |
| DNQ  | José Antonio Inglés          | Morbidelli   | DNQ       |      |
| DNQ  | Cees van Dongen              | Morbidelli   | DNQ       |      |
| DNQ  | Jean-Paul Magnoni            | Morbidelli   | DNQ       |      |
| DNQ  | Francisco Román              | Morbidelli   | DNQ       |      |
| DNQ  | Paul Bordes                  | Morbidelli   | DNQ       |      |
| DNQ  | Hagen Klein                  | Morbidelli   | DNQ       |      |
| DNQ  | Reiner Koster                | Morbidelli   | DNQ       |      |
| DNQ  | Chris Baert                  | Morbidelli   | DNQ       |      |

## Resultados 50cc
En la categoría menor cilindrada, el italiano Eugenio Lazzarini dominó la carrera en ausencia del piloto español Ricardo Tormo. El francés Patrick Plisson y el suizo Rolf Blatter fueron segundo y tercero respectivamente.
| Pos. | Piloto              | Moto         | Tiempo     | Pts. |
| ---- | ------------------- | ------------ | ---------- | ---- |
| 1    | Eugenio Lazzarini   | Kreidler     | 34' 23" 0  | 15   |
| 2    | Patrick Plisson     | ABF          | +12" 1     | 12   |
| 3    | Rolf Blatter        | Kreidler     | +21" 7     | 10   |
| 4    | Gerhard Waibel      | Kreidler     | +32" 7     | 8    |
| 5    | Stefan Dörflinger   | Kreidler     | +37" 7     | 6    |
| 6    | Reiner Scheidhauer  | Kreidler     | +1' 02" 6  | 5    |
| 7    | Daniel Mateos       | Derbi        | +1' 51" 5  | 4    |
| 8    | Aldo Pero           | Kreidler     | +1 Vuelta  | 3    |
| 9    | Theo Timmer         | Bultaco      | +1 Vuelta  | 2    |
| 10   | Wolfgang Müller     | Kreidler     | +1 Vuelta  | 1    |
| 11   | Yves Le Toumelin    | Kreidler     | +1 Vuelta  |      |
| 12   | Günter Schirnhofer  | Kreidler     | +1 Vuelta  |      |
| 13   | Jacky Hutteau       | ABF          | +1 Vuelta  |      |
| 14   | Joaquín Galí        | Bultaco      | +1 Vuelta  |      |
| 15   | Walter Rapolani     | Kreidler     | +1 Vuelta  |      |
| 16   | Ramón Galí          | Bultaco      | +1 Vuelta  |      |
| 17   | Gerhard Singer      | Kreidler     | +1 Vuelta  |      |
| 18   | Hermano Sande       | Kreidler     | +2 Vueltas |      |
| 19   | Michel de Poligny   | Kreidler     | +3 Vueltas |      |
| Ret  | Daniel Corvi        | Kreidler     | Ret        |      |
| Ret  | Jorge Navarrete     | Kreidler     | Ret        |      |
| Ret  | Cees van Dongen     | Kreidler     | Ret        |      |
| Ret  | José Antonio Inglés | Kreidler     | Ret        |      |
| Ret  | Hagen Klein         | Hess Spezial | Ret        |      |
| Ret  | Chris Baert         | Kreidler     | Ret        |      |
| Ret  | Peter Looijesteijn  | Kreidler     | Ret        |      |
| Ret  | Claudio Lusuardi    | Bultaco      | Ret        |      |
| Ret  | Vicente Ferrer      | Kreidler     | Ret        |      |
| Ret  | Ingo Emmerich       | Kreidler     | Ret        |      |
| Ret  | Antonio Pinto       | Kreidler     | Ret        |      |
| Ret  | Reiner Koster       | Malanca      | Ret        |      |
| Ret  | Antonio Pinheiro    | Kreidler     | Ret        |      |
| DNQ  | Stefan Danielsson   | Kreidler     | DNQ        |      |